# Aeroportul Municipal Grants-Milan
Aeroportul Municipal Grants-Milan (IATA: GNT, ICAO: KGNT, FAA LID: GNT) este un aeroport din New Mexico, Statele Unite ale Americii.
Situat la o altitudine de 1.992 m, aeroportul dispune de o singură pistă.